# 伊瓦迪·尚多尔
伊瓦迪·尚多尔（匈牙利語：Ivády Sándor，1903年5月1日—1998年12月22日），匈牙利男子水球运动员。他曾代表匈牙利参加1928年和1932年夏季奥林匹克运动会水球比赛，共获得一枚金牌和一枚银牌。